# Browary
Browary (ukrainisch Бровари, russisch Бровары = „die Bierbrauer“) ist eine Großstadt in der ukrainischen Oblast Kiew mit etwa 100.000 Einwohnern (2024). Browary liegt zwölf Kilometer nordöstlich von Kiew und ist das Verwaltungszentrum des gleichnamigen Rajons Browary, war jedoch verwaltungstechnisch bis Juli 2020 selbst kein Teil desselben.

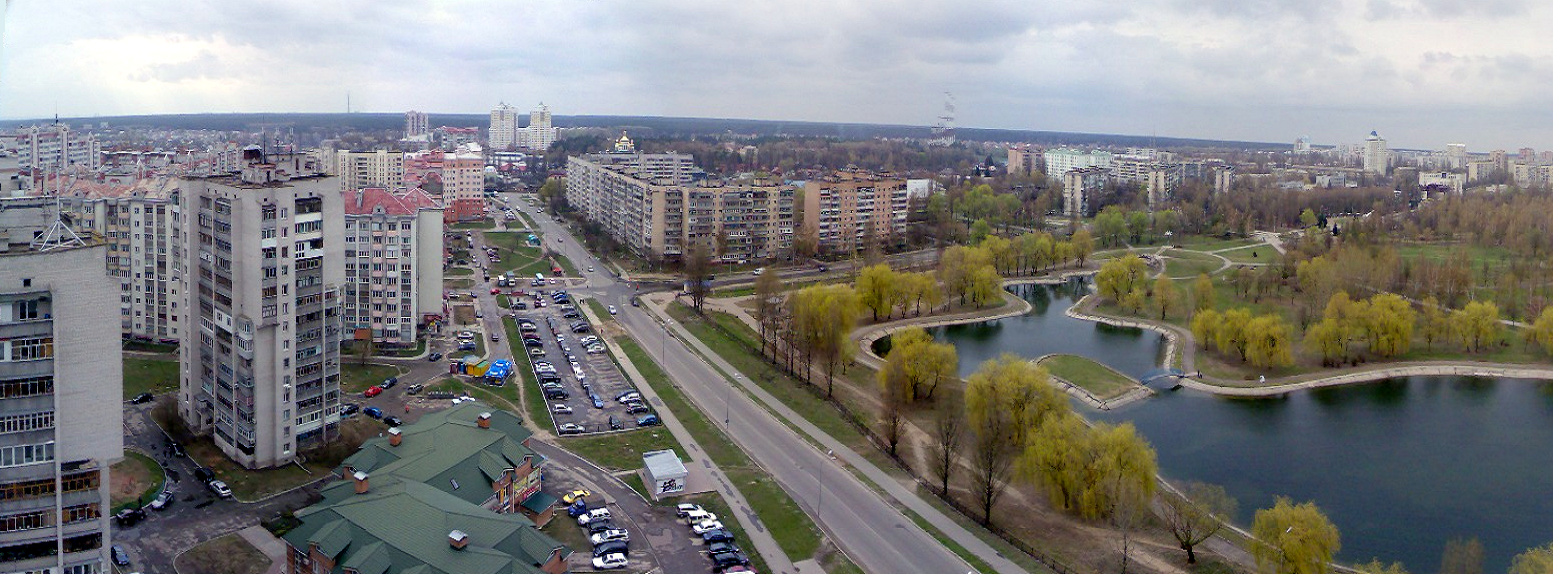
Blick auf die Stadt

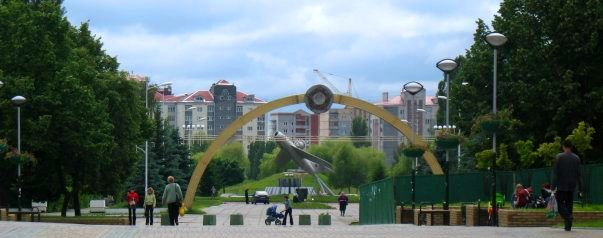
Siegespark in Browary

## Geschichte
Erstmals erwähnt wurde die Stadt im Jahre 1630. Nach dem Bau der Eisenbahn und eines Bahnhofes 1868 wurde Browary zu einem wichtigen Transportzentrum. Von 1934 bis 1941 verkehrte im Ort die elektrisch betriebene Straßenbahn Browary, diese ging aus der vorher schon existierenden Benzolstraßenbahn Kiew hervor.
Heute ist Browary ein bedeutender Industriestandort (Metallurgie, Brauereiwesen, Schuhindustrie). Die Stadt verfügt über eine entwickelte Sportinfrastruktur. Viele bekannte ukrainische Sportler und Olympiasieger studierten an der dortigen Berufsschule für Körperkultur, unter anderem die vom Boxsport bekannten Brüder Vitali und Wladimir Klitschko.
Im März 2022 wurde Browary zum Schauplatz schwerer Kämpfe beim Russischen Überfall auf die Ukraine.
Am 18. Januar 2023 kamen bei dem Absturz eines Hubschrauber vom Typ Airbus Helicopters H225 des Staatlichen Dienstes für Notfallsituationen 18 Menschen ums Leben, darunter der ukrainische Innenminister Denys Monastyrskyj, sein Stellvertreter und ein Staatssekretär. Die Ursache ist unklar.

## Verwaltungsgliederung
Am 12. Juni 2020 wurde die Stadt zum Zentrum der neugegründeten Stadtgemeinde Browary (Броварська міська громада/Browarska miska hromada). Zu dieser zählen auch die drei in der untenstehenden Tabelle aufgelisteten Dörfer, bis dahin bildete sie die gleichnamige Stadtratsgemeinde Browary (Броварська міська рада/Browarska miska rada) unter Oblastverwaltung stehend im Südwesten des ihn umgebenden Rajons Browary.
Am 17. Juli 2020 kam es im Zuge einer großen Rajonsreform zum Anschluss des Rajonsgebietes an den Rajon Browary.
Folgende Orte sind neben dem Hauptort Browary Teil der Gemeinde:
| Name                     | Name       | Name                    |
| ukrainisch transkribiert | ukrainisch | russisch                |
| ------------------------ | ---------- | ----------------------- |
| Knjaschytschi            | Княжичі    | Княжичи (Knjaschitschi) |
| Peremoschez              | Переможець | Переможец               |
| Trebuchiw                | Требухів   | Требухов (Trebuchow)    |

## Einwohnerentwicklung
Entwicklung der Einwohnerzahl
- 1923 – 004.856
- 1926 – 005.258
- 1939 – 008.889
- 1959 – 017.824
- 1970 – 039.104
- 1979 – 058.554
- 1989 – 082.042
- 2005 – 089.384
- 2010 – 094.968
- 2015 – 099.623
- 2020 – 108.349

## Partnerstädte
Browary unterhält mit folgenden Städten Partnerschaften:
| Stadt              | Land               | seit |
| ------------------ | ------------------ | ---- |
| Fontenay-sous-Bois | Frankreich         | 1986 |
| Schtscholkowo      | Russland           | 1992 |
| Sluzk              | Belarus            | 1992 |
| Rockford           | Vereinigte Staaten | 1995 |
| Erlangen           | Deutschland        | 2022 |
| Jena               | Deutschland        | 2022 |

## Sendeanlage
In Browary befand sich die Sendeanlage des auf der Frequenz 207 kHz arbeitenden Langwellensenders Kiew, der 1972 errichtet wurde und als Sendeantenne zwei 257 Meter hohe, gegen Erde isolierte Sendemasten, deren unterer Teil mit einer Reusenantenne ausgestattet war, verwendete (ARRT-Typ). Die Langwellensendungen wurden Ende 2010 eingestellt und die ehemals dafür verwendete Sendeanlage in einen Mittelwellensender umgebaut, der vom 15. Mai 2012 bis zum 1. Januar 2013 auf 549 kHz betrieben wurde. Bis Dezember 2012 gab es auf dem Sendergelände auch mehrere Vorhangantennen für Kurzwelle und einen 180 Meter hohen Sendemast für Mittelwelle, der von 2011 bis 2012 als Ersatz für die Langwellenausstrahlungen auf der Frequenz 783 kHz in Betrieb war; die regulären Kurzwellensendungen waren bereits im Herbst 2002 aufgrund von Sparmaßnahmen des ukrainischen Auslandsdienstes Radio Ukraine International aufgegeben worden. Von 2008 bis 2010 wurde auf der Kurzwellenfrequenz 5970 kHz von diesem Standort stundenweise wieder ein Programm ausgestrahlt, das allerdings aufgrund der schlechten finanziellen Situation der ukrainischen Rundfunkanstalt Natsionalna Radiokompanya Ukraïny (NRKU) wieder abgeschaltet wurde. Nach dem Abriss der Kurzwellensendeanlage und eines Mittelwellenmastes stand auf dem Sendergelände somit nur noch die ehemalige Langwellensendeanlage (zuletzt Mittelwellensendeanlage), die im Oktober 2013 ebenfalls abgerissen wurde.
Bis zum Inkrafttreten der Sparmaßnahmen des BBC World Service, bei denen auch der Sender Orfordness abgeschaltet wurde, strahlte dieser auf der Frequenz 594 kHz von diesem Standort auch ein Mittelwellenprogramm aus.

## Söhne und Töchter der Stadt
- Leo Motzkin (1867–1933), zionistischer Führer und ein Vorkämpfer des modernen Minderheitenrechts
- Walentyna Trehubowa (1926–2010), Bildhauerin der kleinen Form und Porzellanbildnerin
- Natalija Ljapina (* 1976), Handballspielerin und -trainerin
- Oleg Velyky (1977–2010), deutscher Handballspieler
- Oleh Lissohor (* 1979), Schwimmsportler
- Schanna Kadyrowa (* 1981), Künstlerin und Bildhauerin
- Serhij Breus (* 1983), Schwimmsportler
- Iwan Lossew (* 1986), Leichtathlet
- Oleksandra Kononowa (* 1991), Behindertensportlerin
- Serhij Nykyforow (* 1994), Weitspringer
- Dmytro Horiha (* 1997), Handballspieler
- Alina Schuch (* 1999), Siebenkämpferin
- Ihor Turtschenko (* 2000), Handballspieler